# Consus
Consus was in het oude Rome de god van de geborgen oogst. Zijn naam betekent waarschijnlijk berger en komt van het werkwoord condere (bergen). Een andere mogelijke herkomst is conserere (zaaien).
Omdat de oogst onder de grond werd bewaard, bevond het altaar van Consus zich ook onder de grond in het Circus Maximus. Alleen bij het oogstfeest – de Consualia – op 21 augustus en 15 december werd het boven de grond gehaald. Er werden dan wedrennen met muildieren gehouden; het muildier was namelijk Consus' heilige dier. Op de Aventijn was ook een heiligdom voor Consus aanwezig.
Hij werd vanwege zijn ondergrondse imago ook geassocieerd met geheime bijeenkomsten. Bij latere dichters wordt de naam Consus gebruikt voor Neptunus. Dit kwam doordat te beider ere wedrennen werden gehouden, maar verder hebben de goden niets met elkaar te maken.
Zijn echtgenote was Ops Consiva.